# Opekta
 (mars 2012).
Si vous disposez d'ouvrages ou d'articles de référence ou si vous connaissez des sites web de qualité traitant du thème abordé ici, merci de compléter l'article en donnant les références utiles à sa vérifiabilité et en les liant à la section « Notes et références ».

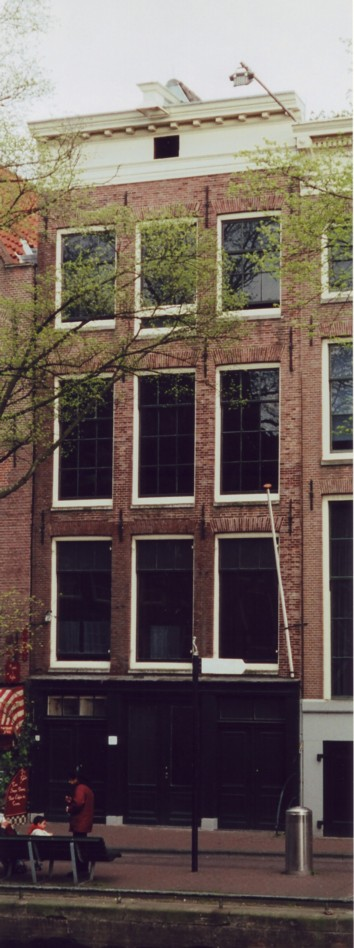
La façade de l'immeuble de la société Opekta sur le Prinsengracht en 2002.

La firme Opekta vendait du gélifiant pour confiture (1933 à 1995).
Elle appartenait à Otto Frank, père d'Anne Frank.

## Présentation
Otto Frank crée l'entreprise en 1933.
Plus tard, il prend deux employés supplémentaires à son service : Victor Kugler et Miep Gies. Victor Kugler deviendra le bras droit d'Otto, il s’occupera des commandes.
À l’automne 1934, les locaux de l’entreprise deviennent trop petits et Opekta déménage au Singel 400, à Amsterdam.
En juin 1938, Johannes Kleiman est embauché par Otto Frank. Il est responsable de la comptabilité des deux firmes d'Otto, Opekta et Pectacon.
Opekta partage le bâtiment avec la firme Pectacon au 267 Prinsengracht à Amsterdam.
Otto Frank quitte ses fonctions de directeur en 1953. Johannes Kleiman lui succède à la tête de l'entreprise (décédé en 1959).
L'annexe de ce bâtiment a caché la famille Frank et quatre autres personnes durant deux ans pendant la Seconde Guerre mondiale.
Les bureaux d'Otto Frank se situaient à l'avant du bâtiment, tandis que l'Annexe se trouvait à l'arrière, caché de la rue.

### Source
- (nl) Cet article est partiellement ou en totalité issu de l’article de Wikipédia en néerlandais intitulé « Opekta » (voir la liste des auteurs).